# Kapteine der Nama
Die Kapteine der Nama (deutsch: Kapitäne der Nama) sind die traditionellen Führer des Volksstamms der Nama in Namibia mit dem Titel Kaptein. Namakapitäne spielten eine entscheidende Rolle in der Geschichte Namibias. Die verschiedenen Gruppen und Clans sind in der Nama Traditional Leaders Association (NTLA) organisiert.

## Rechtliche Grundlage
Gemäß der Verfassung Namibias von 1990 wird den traditionellen Führern, Stammes- und Sippenhäuptern aus Erblinien, wie auch den traditionell ermittelten oder demokratisch gewählten Führern, ein fester Platz in der politischen Struktur von Namibia eingeräumt. Damit wird der multikulturellen und vielschichtigen Gesellschaft des Landes Rechnung getragen. Die Verfassung sieht für die traditionellen Führer den Titel Chief (deutsch: Chef) vor. Der traditionelle Titel kann als Zusatz getragen werden.

## Orlam
Die nachstehenden fünf Gruppen werden der Literatur nach meistens zu den Orlam gezählt. Andere Quellen sprechen davon, dass alle traditionellen Verwaltungen der Nama den Orlam angehören bzw. die Nama mit den Orlam gleichzusetzen sind.

### Afrikaner
Die Afrikaner, eigentlich ǃGû-ǃgôunKlicklaut oder auch Nauba-xu gye ǀki-khoen beziehungsweise in Namibia ǀHoa ǀAran ǁAixa ǁAes, sind ein Clan der Orlam-Nama. Sie galten als erste permanente Siedler in Namibia, als Klaas Afrikaner um 1770 gen Norden zog. Sie errichteten zunächst das Fort ǁKhauxaǃnas, ehe sie nach Windhoek weiterzogen.

Jager Afrikaner
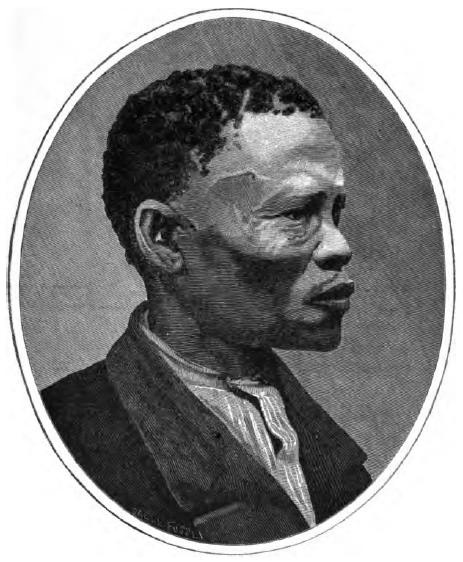
Jan Jonker Afrikaner

- Oude Ram Afrikaner, * um 1695 † um 1760
- Klaas Afrikaner (ǃGaruhamab), † nach 1800
- Jager Afrikaner (ǀHôaǀarab), * 1760, † 1823; etwa 1800–1823
- Jonker Afrikaner (ǀHara-mûb oder ǀHôa-ǀaramab), * 1790, † 1861; 1823–1861
- Christian Afrikaner (ǀHaragab), * 1820, † 1863; 1861–1863
- Jan Jonker Afrikaner (ǀHaramumab), * 1820, † 1889; 1863–1889
- Neels Afrikaner
- Jeremiah (auch Jeremia) Jagger, † 2005; 1996[2]–2005
- Hendrina Afrikaner, * 1952, † 2011; 2005–2011
- Isak ǁGowaseb; 2011–2013[3][4]
- Eduard Afrikaner, * 1948, † 2021; 7. April 2017–2021
- vakant; seit 2021

### Berseba-Nama
Die Berseba-Nama, eigentlich ǀHai-ǀkhauan oder auch ǀHai-ǀKhaua, heute meist als ǀHai-ǀkhauan Goliath bezeichnet, sind ein Clan der Orlam-Nama. Sie siedelten historisch im Gebiet um die Ortschaft Berseba. Der Clan war seit 1870 intern zerstritten und mindestens seit 1956 bildeten sich die Lager Isaak und Goliath erneut:

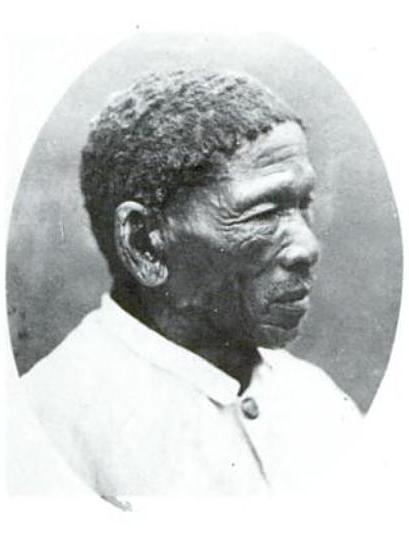
Jakobus Isaak

- Dirk Isaak (ǀAiob ǁÊi-gaosenmab), etwa † 1850; ?–etwa 1850
- Paul Goliath (ǂHobexab), * 1790, † 1869; etwa 1850–1869
- Jakobus Isaak (ǂKhaxab gaib ǀAiomab), † 1892; 1873–1892
- Diederik Goliath (ǀGariseb ǀAiomab); 1895–etwa 1900
- Johannes Christian Goliath (ǁNâixab ǀAiomab), † 1925; etwa 1900–1925
- Andries Goliath (Tutubeb ǀGarisemab), † 1933; 1925–1933
- Diederik Ruben Goliath (ǃKhorebeb ǀGarisemab), * 1895, † 1947; 1933–1938
- David Vries (ǀGurob Tsauramab); 1938–1956
- Edward Isaak (ǁKhaub ǀKhurimab), † 1959; 1938–1959
- Diederik Isaak (ǂArieb ǀAiomab); 1959–1976
- Dawid Christian Goliath (ǀGurob gaib ǂKhaxamab), † 1976; 1959–1976
- Stephanus Goliath, † 2023; 1976–1992 und 1992–2010 (de facto)
- Johannes Fleermuis; 1992–2010 (de jure)
- Thomas Karools; ab März 2010 (umstritten)
- Johannes Isaak (Johannes Isaack); seit 2010

### Bethanien-Nama
Die Bethanien-Nama, eigentlich ǃAman, sind ein Clan der Orlam-Nama. Sie siedelten historisch im Gebiet um die Ortschaft Bethanien.

Josef Frederiks I.
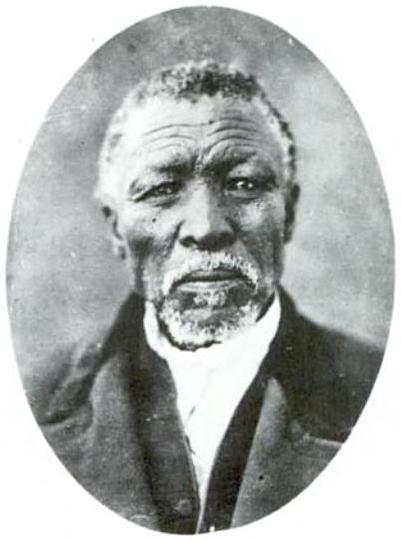
David Christian Frederiks
Cornelius Fredericks

- Kobus Frederiks (auch Kobus Boois, Jakobus Frederik oder Frederik Boois), † etwa 1825; 1804–etwa 1825
- Josef Frederiks I., † etwa 1842; 1825–etwa 1842
- Jan Frederiks (auch Jan Boois), † 1846; 1842–1846
- David Christian Frederiks (auch Willem Frederiks; ǁNaixab), † 1880; 1847–1880
- Josef Frederiks II. (ǃKorebeb-ǁNaixab oder ǀNâixamab), † 20. Oktober 1893; 1881–1893
- Paul Frederiks, † 1906; 1893–1906
- Cornelius Fredericks, † 1907; 1894–1906
- Eduard Fredericks (ǂKhaxab), † 1922; 1916–1922
- Joseph Fredericks III. (ǀAi-ob ǂHobexamab), † 1938; 1922–1938
- Simon Fredericks (auch Simon Boois; ǃHanamub ǂNaoxamab), † 1977; 1938–1977
- David Fredericks, * 1933 † 12. Januar 2018; 1977–2018
- Johannes Frederick; seit 2020[5]

### Lambert

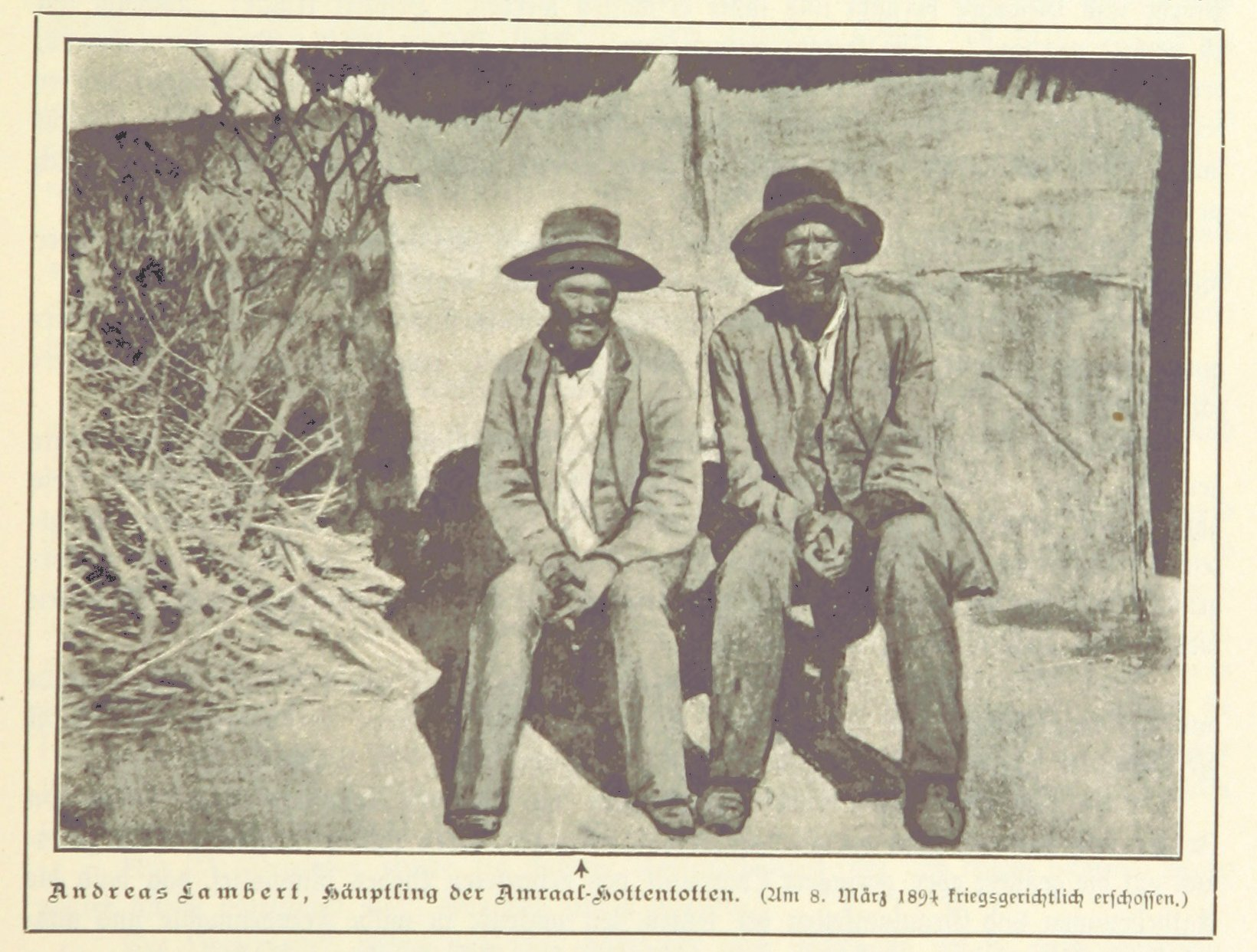
Andreas Lambert Häuptling der Amraal-Hottentotten

Die Lambert-Orlam, auch als Kaiǀkhauan oder Khauas-Orlam bezeichnet, gingen aus dem Zusammenschluss der Familien Amraal und Vlermuis um 1830 hervor. Sie hatten ihren Sitz in Naosanabis.
- Amraal Lambert (ǂGai-ǀnub), * 1747 † 1864; 1814–1864
- Andreas Lambert (ǃNanib), * 1843 oder 1844; 1864–1894
- Eduard Lambert; 1894–1896

### Witbooi
Die Witbooi, eigentlich ǀKhowesin, sind ein Clan der Orlam-Nama mit Sitz in Gibeon.

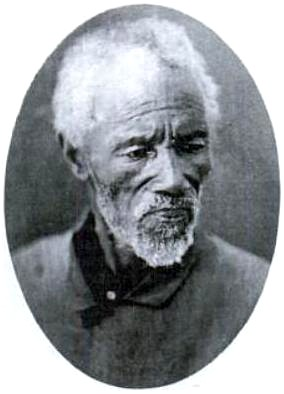
Moses Witbooi
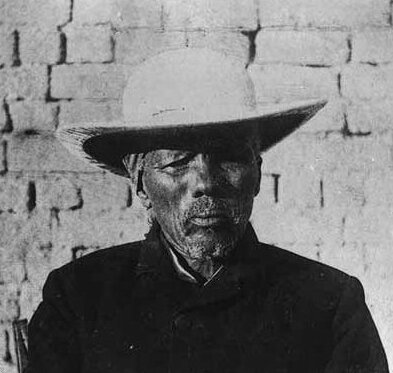
Hendrik Witbooi
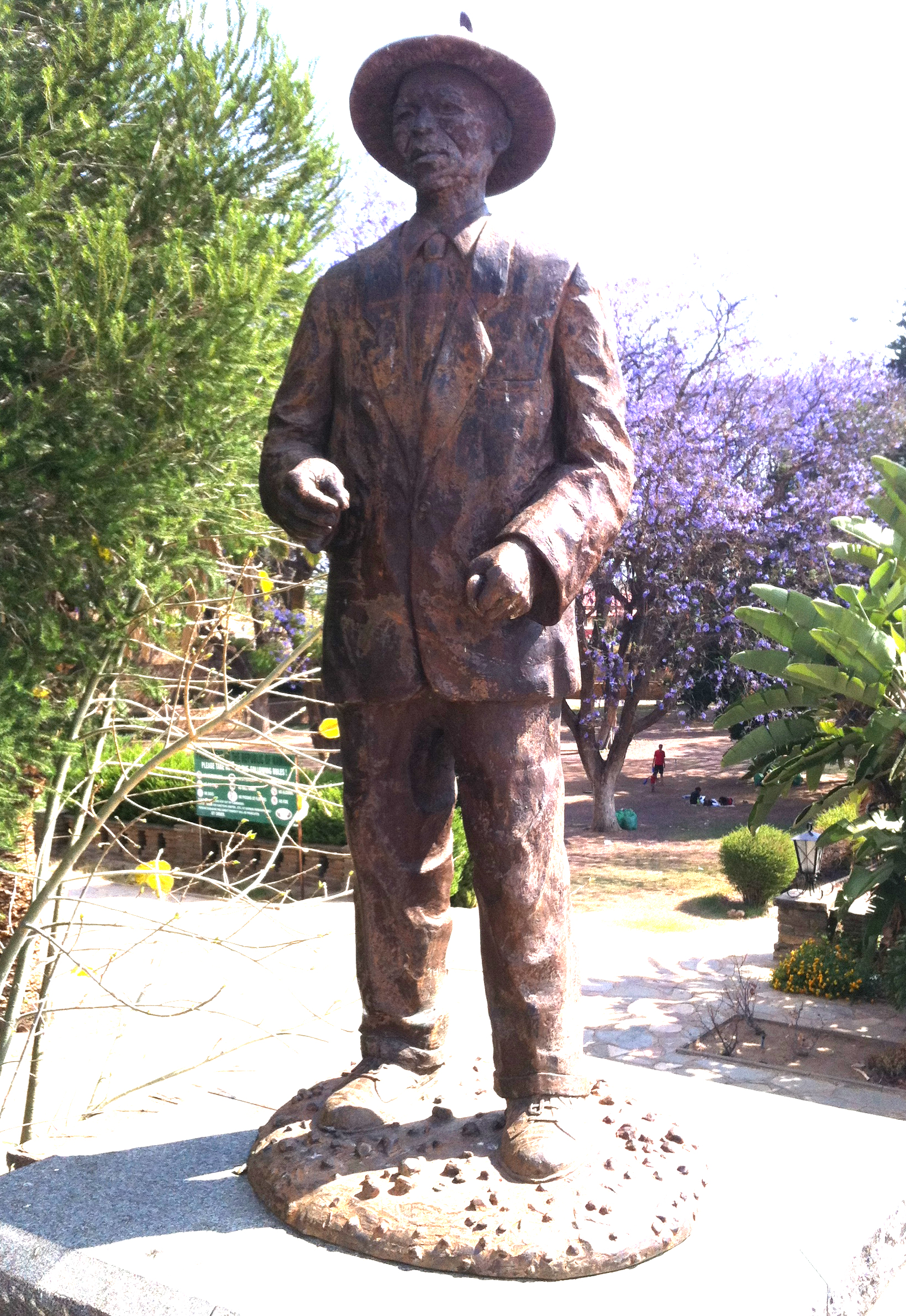
Denkmal von Hendrik Samuel Witbooi im Parlamentsgarten in Windhoek

- Kido Witbooi (ǂA-ǁêib), * 1781, † 1875; 1815–1875
- Moses Witbooi (ǀGâbeb ǃA-ǁîmab), * 1808, † 1888; 1875–1888
- Paul Visser, † 1888; 1888
- Hendrik Witbooi (ǃNanseb ǀGabemab), * 1824, † 1905; 1888–1905
- Isaak Witbooi (ǃNanseb ǂKharib ǃNansemab), * 1865, † 1928; 1905–1928
- David Witbooi (ǀHubuob !Nansemab), * 1871, † 1955; 1928–1955
- Hendrik Samuel Witbooi (!Gae-nub !Nagamab !Nansemab), * 1906, † 1978; 1955–1978
- Hendrik Witbooi (ǃNanseb ǀGabemab), * 1934, † 2009; 1978–2009
  - Christiaan Rooi, † 2015; 2009–2015 (interimistisch; seit 1978 Vize-Kaptein)
- Salomon Josephat Witbooi; seit 3. Oktober 2015[7] – nicht anerkannt[8]
- Hendrik Ismael Witbooi; seit 2019; am 6. Juli 2019 und 30. November 2023 aberkannt[9][10]
- vakant

## Blouwes
Die Blouwes bestehen aus den beiden Nama-Clans !Kharo-ǃOa und ǁKhawoben und haben ebenfalls einen Kaptein als traditionellen Führer. Sie haben ihren Sitz bei Berseba. Die ǁKhawoben versuchen seit mindestens 2018 sich von den !Kharo-ǃOa zu lösen und eine eigene Anerkennung zu erhalten.
- Hans Titus, † 2009; –2009
- Moses Jacobs, † 2012; –2012 (kommissarisch)
- Johannes Benjamin Koopman; nicht anerkannt (Stand April 2022)[11]
- David Gertze; nicht anerkannt (Stand April 2022)[11]

Johannes Koopman; nicht anerkannt (Stand Oktober 2022)

## Bondelswart-Nama
Die Bondelswart, eigentlich ǃGami-ǂnun, sind ein Clan der Nama. Die meisten von ihnen tragen den Nachnamen Christian (auch Christiaan). Sie haben ihren Sitz in Warmbad.
- ǃHûb; um 1800
- ǀNanub; um 1800
- ǀAib; um 1800
- ǂOab; um 1800
- ǁNanib; vor 1840
- Abraham; wohl 1843
- Amaxab, vor 1850
- Jan Christian (ǀGarimûb), vor 1860
- ǀO-bib, vor 1860
- Abraham Christian (ǃNau Xab ǀGari Numab), vor 1869
- Jacobus Christian (Xau-ǁob ǃNanxamab), vor 1869
- Wilhelm Christian (ǂNao Xab Xau-ǁômab), † 1902; 1869–1901
- Jan Abraham Christian (ǃNanseb Kaib ǂNaoxamab), † 1903; 1901–1903
- Johannes Christian (ǃNanseb ǂKhami ǂNaoxamab), † 1910; 1903–1910
- Wilhelm Christian Junior (ǀGariseb Gaib ǃNansemab); 1918–1919
- Hendrik Sneeuwe; 1919–1920
- Timotheus Beukes; 1920
- Jakobus Christian (Taoseb ǂNaoxamab), * 1880, † 1943; 1920–1943
- Nathanel Christian (ǀGariseb ǂKhami ǃNansemab), * 1888, † 1953; 1943–1953
- Wilhelm Christian (Gôa-khoeb ǀGarisemab), 1953–1977
- Jakobus Christian (ǃHao-ǁêib Taosemab), 1953–1977
- Anna Katrina Christian (ǃGarisema ǃNanse Gôa-Khoes); 1977–2011[13]
- Josef Christian † 2015; 2011–2015 (interimistisch)
- Johannes Matroos; seit Mai 2016 (umstritten)[14]

## Groot Doden
Die Groot Doden, eigentlich ǁÔ-gain, sind beziehungsweise waren ein Clan der Nama mit Sitz in Schlip.
- Hans Jager (ǂAimab), um 1860
- Hendrik Windstaan (Kol oder ǀGarib ǂOamab), um 1880

## Riemvasmakers
Die Riemvasmakers sind ein Clan der Nama mit Sitz in De Riet bei Khorixas. Der Clan befindet sich seit mindestens 2010 (Stand Oktober 2014) in der Anerkennung als eigene Traditionelle Verwaltung. Sie waren ursprünglich auch als Herero-Orlam bekannt, da davon ausgegangen wird, dass ihr als König bezeichneter Kaptein Hereroblut in sich hatte.
- Dawid Dawids, * etwa 1840, † 1940; etwa 1865–1940
- Johannes Boy Mangani, * 1940/41, † 2021; 1999–2021[18]
- Getruida Cloete; interimistisch seit 2021

## Rote Nation
Die Rote Nation (nama Awa-Khoi; englisch Red Nation), eigentlich Kaiǁkhaun oder auch ǁKhauben, ist ein Clan der Nama mit etwa 400 Mitgliedern. Ihr Hauptsitz befindet sich in Hoachanas.

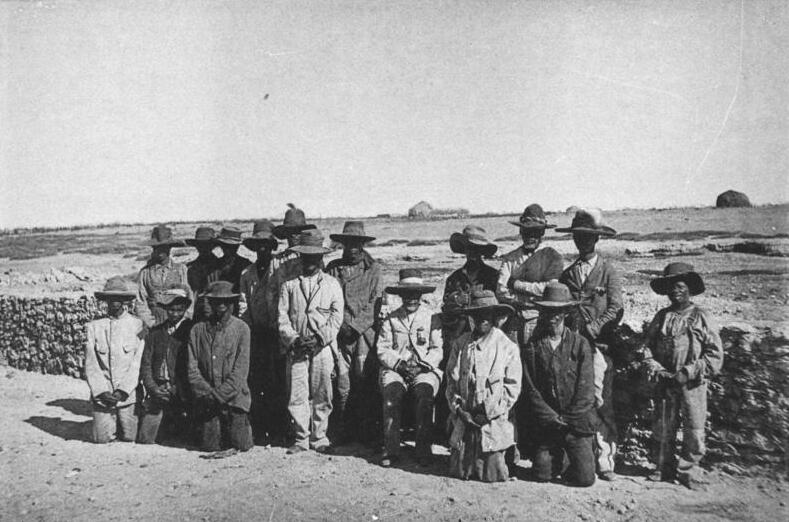
Manasse ǃNoreseb Gamab, Kaptein der „Roten Nation“, mit seinen Großleuten, Hoachanas 1897

- Hâb, † 1710; 1695–1710
- ǁKhomab ǂHâmab, † 1725; 1710–1725
- ǁKhaub gaibǁKhomab; 1725–1740
- Ô-ǁnâib ǁKhaumab; 1740–1755
- ǀHanab ǂÔǁnâimab; 1755–1770
- ǃGaob ǀHanamab; 1770–etwa 1800
- Gaméb ǃGaomab; etwa 1800–1814
- Tsawúb Gamab; 1814–1824
- ǃNa-khom Gamab; 1824–1840
- Oasib Cornelis ǃNa-khomab; 1840–1867
- Goraxab ǁOasmab; 1867–1878
- ǀGôbeb ǂGoraxab; 1878–1881
- ǃNoreseb Gamab; 1881–1905
- Fritz Lazarus (ǃHoëb ǁOasmab), † 1936; 1922–1936
- Noach Tsai-Tsaib, * 1868, † 1948; 1936–1948
- Matheus Kooper, † 1986; 1948–1986
- Petrus Simon Moses Kooper, † 2022; 3. Dezember 1988–27. Juni 2022 (war zudem Vorsitzender der Nama Traditional Authority)
- vakant

## Simon Kooper
Simon Kooper, eigentlich ǃKhara-Khoe ǁAes bzw. ǃKhara-Khoen, auch bekannt als Fransman-Nama, ist ein Clan der Nama. Der traditionelle Titel ist Gaob. Ihr Sitz befindet sich in Amber-Po bei Gochas. Es gibt etwa 4000 Mitglieder im Clan, die vor allem auch um Aranos und Stampriet sowie vereinzelt in Botswana leben.

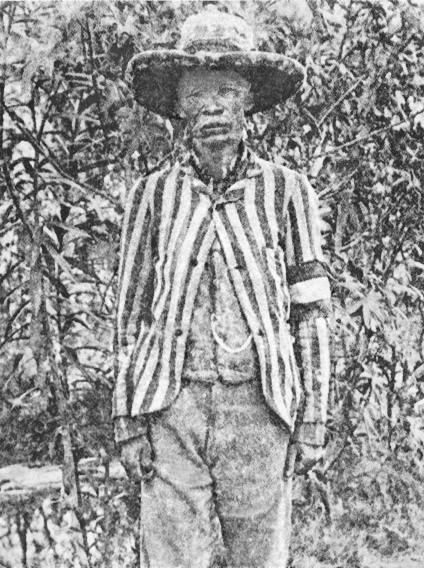
Simon Kooper (vor 1905)

- Willem Franzman, † Februar 1854
- Piet Koper (ǃGamab); 1854–1863
- Simon Kooper (ǃGomxab), † 1913; 1863–1909
- Charles Cooper (in Botswana)[20]
- Frederik Hanse, † 2011; 1982 bis 2011
- (Isak Klaasen; 2011–?)[21]

- Dawid Hanse, * 1979/1980; seit 30. Januar 2016

## Swartbooi
Die Swartbooi (Afrikaans für schwarze Jungs), eigentlich ǁKhau-ǀgõan (für Kinder der Roten Nation), sind ein Clan der Nama mit Sitz in Fransfontein.
- Kanebep
- Tsauchap
- Haobeb; –1835
- Willem Swartbooi (ǃHuiseb ǂHaobemab), * 1790, † etwa 1864; 1835–etwa 1864
- Abraham Swartbooi, † 1882; etwa 1864–1882
- Cornelius Swartbooi; 1882–1895
- David Swartbooi; 1895–1898
- Lazarus Swartbooi, † etwa 1905; 1898–1905
- Daniel Luipert, * 1937; seit 1986

## Topnaar
Die Topnaar, eigentlich ǂAonin, sind ein Clan der Nama. Ihr Hauptsitz befinden sich traditionell in Sandwich Harbour.
Die Kapteine der Topnaar sind nicht immer klar abzugrenzen. So werden verschiedene Namen und Zeiträume genannt:
Laut dem ǂKhaxab Royal House
- Frederick (!Naraxab) ǂKhaxab, * 1772 oder 1773; 1846–1855
- Frederick Jan ǂKhaxab; 1866–1870
- Samuel ǂKhaxab; 1871–1880
- Piet ǂKhaxab (Piet ǃHaibib?); 1881–1889
- Jan Jonker Afrikaner, 1820–1889; 1890–1892 [sic]
- Bericht ǂKhaxab; 1893–1894
- Frederick Tsatago ǂKhaxab; 1895–1945
- Stevenson Argell (kommissarisch); 1945–1976
- Samuel ǂKhaxab; seit 2019 umstritten und nicht offiziell anerkannt
- Stoffel Anamab (amtierend); seit 2019

Laut Dierks
- Haoseb !Hoasemab
- Khaxab gaib ǁKhaoremab; vor 1850
- ǁHaibeb; um 1850–etwa 1910
- Jan Uixamab (ǃGomen); vor 1900
- Tuob Jonas (ǀKhaoreb); etwa 1910–1914
- Seth Kooitjie (Seth Madawa Kooiteie), * 1954 oder 1955, † 25. Januar 2019; 1980–2019

## Vaalgras-Nama
Die Vaalgras-Nama sind ein Clan der Nama, das heißt Nama-sprechende Herero.
- Joel Stephanus, 1943/44–2021; 1975–2021
- Aaron Stephanus; seit dem 11. November 2023[26]

Ein Umsturzversuch an Joel Stephanus durch Andreas Biwa, der seit 2012 anhielt, wurde am 31. Oktober 2013 vom zuständigen Ministerium endgültig abgewiesen.

## Veldschoendrager
Die Veldschoendrager, eigentlich ǁHawoben, sind ein Clan der Nama.
- ǂAriseb (Kannamab); vor 1837
- Hendrik Henricks (ǃNanib gaib ǂArisemab); 1837–1865
- Karl Hendrik (Ses) (ǃNanib ǂkarib ǂArisemab); 1865–1887
- Jan Hendrik; 1887–1905
- Jan Hendrik (auch Bob Hendrik); 1905–1922
- Hans J. Titus, † 2007; 1980–2007[29]
- vakant; 2007–2011
- ?; seit 2011